# 董文蔚
董 文蔚（とう ぶんい、? - 1268年）は、13世紀半ばにモンゴル帝国に仕えた漢人将軍の一人。字は彦華。

## 概要
董文蔚はモンゴル帝国最初期の漢人将軍の董俊の次男であったが、父の急死後に長兄の董文炳が董氏一族の領地である藁城の統治に専念したのに対し、主に軍務に就いた。
1241年（辛丑）に南宋侵攻が始まると、董文蔚は17人の配下を率いて1隊を構成し、淮河を渡った。1254年（甲寅）、大理国を征服したクビライが六盤山に帰還すると、董文蔚はクビライに仕えて城等処行軍千戸の地位を授けられた。1255年（乙卯）に毗陽を立て、1256年（丙辰）には棗陽を修築した。この頃、飢餓が広まったが董文蔚は薬を配り配下の者たちによく寄り添ったため、配下の者たちも力を尽くして工事に協力したという。
1257年（丁巳）、南宋の襄陽・樊城攻めが計画されたが、南は漢江、北は湖水に囲まれた両城は攻めるに難くモンゴル軍は容易に渡河できなかった。そこで董文蔚は夜間に兵を率いて湖の狭まるところに仮の橋梁を建設し、明け方に全軍で両城を包囲し城兵を驚かせたという。また、董文蔚は「バアトル（抜都）軍」を率いて先行し外城を奪ったため、論功行賞で功績は最も大きいと評されたという。
1259年（己未）、モンケ・カアンによる南宋領四川への親征が始まると董文蔚もこれに従い、鄧州から選抜した兵を率い褒斜谷より剣州・閬州に向かった。董文蔚の軍団は大獲・雲頂・長寧・苦竹諸寨を攻略した上で先鋒軍として四川の奥深くまで攻め入り、釣魚山まで至った。釣魚山は断崖絶壁に僅か一本の進入路があるだけの天険の要害で、董文蔚も雲梯などを用いてこれを攻めたが苦戦を強いられた。釣魚山の包囲が長引く中で総司令のモンケ・カアンが伝染病により急死するという大事件が起き、董文蔚を始めモンゴル軍は北方に退却したが、モンゴル帝国内では次の帝位を巡って大規模な内戦（帝位継承戦争）が勃発することになった。
帝位継承戦争において董文蔚は史天沢らとともにクビライの側につくことを決め、1261年（中統2年）に南宋の逆侵攻を防ぐために史天沢を中心とする武衛軍が河南に設置されると、董文蔚も鄧州の千戸を率いてこれに属した。帝位継承戦争のためにクビライが北方に赴いた時には、董文蔚は上都に留まっている。1262年（中統3年）に李璮が叛乱を起こすと、董文蔚は南側から李璮の拠る済南の包囲網を構築し、叛乱鎮圧に貢献した。その後、1268年（至元5年）7月17日に、病によって上都の炭山で急逝した。